# Leiopelma Archeyova
Leiopelma Archeyova (Leiopelma archeyi) je žába endemicky se vyskytující na Novém Zélandu, kde se jedná o nejmenší žabí druh. Tato žába, která není vázána vodu a vynechává stadium pulce, je jedním z celosvětově nejvíce ohrožených obojživelníků. Bývá popisována jako „živá fosilie“, je téměř k nerozeznání od zkamenělých pozůstatků žab, které žily před 150 miliony let. Patří tak k jedné z nejstarších linií obojživelníků na planetě. Je velmi nenápadná a  jako samostatný druh byla popsána až v roce 1942 novozélandským zoologem Grahamem Turbottem (1914–2014).
Celková velikost populace leiopelmy Archeyovy byla v roce 2013 odhadnuta na 5 až 20 tisíc jedinců a její další trend je považován za stabilní. Druhové jméno archeyi dostala po významném novozélandském biologovi Gilbertu Archeym (1890–1974).

## Rozšíření
Vyskytuje se výhradně na novozélandském Severním ostrově, kde nyní žije na třech stanovištích. Jedno původní místo s největší dílčí populaci se nachází v nevysokém zalesněném pohoří Coromandel na východě stejnojmenného poloostrova Coromandel. Druhé místo s menší původní populaci je na západě téhož poloostrova v oblasti "Whareorino Forest" v okrese Waikatomo. Odkud byla část populace přesunuta do třetího místa, které je součásti chráněného území "Pureora Forest Park" s prastarým deštným pralesem, jenž se rozkládá v centru Severního ostrova. Na toto místo bylo několik žab přesunuto již v roce 2006 a pak další roku 2016, zatím se jim tam daří dobře. Leiopelma Archeyova se často vyskytuje v blízkosti větší žáby leiopelmy novozélandské (Leiopelma hochstetteri).

## Způsob života a ekologie
Žije ve vlhkých lesích a na travnatých pasekách po jejich okrajích či v subalpínských křovinách v nadmořské výšce od 200 po 1000 m n. m. Život ani její rozmnožování není vázáno na tekoucí nebo stojatou vodu. Je noční živočich a den tráví ve vlhkém úkrytu ve skalní štěrbině nebo pod kamenem či padlým stromem. V noci se může vyšplhat po vegetaci i několik metrů vysoko. Nemá potřebu migrace, je věrná svému území.
Pro ochranu před predátory má okolo hlavy jedové žlázy. Může také zůstat při napadení po dlouhou dobu strnulá, případně se dělá větší, natahuje nohy a vztyčuje se.
Strava je výhradně živočišná, živí se drobným hmyzem, mravenci, roztoči, stejnonožci, různonožci, červy, plži a dalšími bezobratlými, na lov vylézá z úkrytu se západem slunce a s rozbřeskem se do něj vrací. Kořist nelapá na rozdíl od většiny žab jazykem, ale celou tlamou. Dospělosti dosahuje ve stáří tři až čtyř let, dožívá se průměrného věku okolo patnácti až dvaceti let, ojediněle může žít i třicet roků. Neexistence hlasitého volání ztěžuje lidem jejich lokalizaci a v důsledku toho je sociální chování i příprava k reprodukci jen málo prozkoumána.

## Popis
Žába má strakatou barvu, její hřbetní povrch je světle až tmavě hnědý, zelenohnědý nebo zelený s tmavě hnědými i černými skvrnami a někdy se zářivě zeleným melírováním. Boční i břišní plochy jsou hnědé, narůžovělé nebo oranžovohnědé s černými nebo se zelenavými skvrnami, podobné zbarvení je patrno i na nohou. Pod očima a horním rtem má černé skvrny. Barvy jedinců jsou dosti odlišné a podle zbarvení je lze mezi sebou rozlišit.
Pohlavní dimorfismus je patrný jen ve velikosti těla, samice dorůstá průměrné délky 37 mm a drobnější samec okolo 31 mm, jejich hmotnost se obvykle pohybuje do 5 gramů. Žába nevstupuje do vody a mezi tenkými prsty nemá plovací blány. Nekváká, nemá hlasivky ani ušní bubínky, proto se jedinci místo zvuky dorozumívají mezi sebou aromatickými výměšky, dobře ale vnímá otřesy okolní půdy. V případě vyrušení nebo při sexuální aktivitě vydává slabé sykání až cvrlikání. Oči žáby jsou uzpůsobené pro nízkou intenzitu světla, její zorničky jsou na rozdíl od jiných kruhové. Jazyk je pevně srostlý s horním patrem. Má větší počet obratlů a také svaly určené k pohybování ocasem, přestože ocas nemá. Samice má 22 párů chromozomů plus zvláštní pohlavní chromozom W určující pohlaví, ten samec nemá.

## Rozmnožování
K páření dochází mezi zářím a listopadem v mělkých prohlubních, nejčastěji pod kameny nebo kládami, kde je chladno a vlhko. Samice se samcem na zádech (v amplexu) klade na vlhká místa čtyři až patnáct průhledných lepkavých vajíček v řetízcích, která samec ihned oplodňuje. Ve vajíčku, velkém 8 až 11 mm, dochází k přímému vývoji k dospělci, je vynechána etapa pulce.
Vajíčka do vylíhnutí střeží po několik týdnů samec, mláďata se líhnou vzhledově téměř jako miniaturní dospělí, mají čtyři nohy a nitkovitý ocas. Po vylíhnutí vylezou drobné žabičky na záda samce, kde se ve vlhkém lesním prostředí ještě několik týdnů dokončuje jejich vývoj, např. ztratí ocásek.

## Ohrožení
Predátory této žáby mohou být krysy, kočky, lasice, vačice, ježci i  nepůvodní velké druhy žab. Nejnebezpečnější jsou zavlečené krysy, proti kterým bude[kdy?] v oblastech, kde tyto žáby žijí, nastavena více než tisícovka samočinně se resetujících pastí. Nebezpečím jsou také invazní čolci horští (Ichthyosaura alpestris), protože jsou přenášeči nemocí a byli zaznamenáni v těsné blízkosti známých populací leiopelmy Archeyovy.
Největší hrozbou pro všechny obojživelníky je nemoc chytridiomykóza, infekční onemocnění způsobené houbou (Batrachochytrium dendrobatidis). Tento a další druhy rodu Batrachochytrium ovlivnily mnoho populací obojživelníků po celém světě. Laboratorní a terénní studie leiopelmy Archeyovy však naznačují, že tato je vůči této nemoci poměrně odolná. Pravděpodobně touto nákazou již prošla v minulých létech, kdy její početní stavy poklesly o více než 80 %. V současné době jsou její počty sice stabilní, ale nízké (asi jen pět až dvacet tisíc jedinců) a je Mezinárodním svazem ochrany přírody (IUCN) zařazena mezi kriticky ohrožené taxony (CR).